# Descent (tipográfia)
Descent a betű azon része, amely a betűvonal alatt helyezkedik el. Például az y-nál a "farok"-része a descent.

## Jellemzők
A legtöbb betűtípusnál a descent a kisbetűknek van fenntartva, úgy mint a g, j, p, q, y. Néhány betűtípusnál azonban létezik descent számokra is (tipikusan 3, 4, 5, 7, 9-re); ezeket régies számoknak is szokás hívni. Nagyon ritkán előfordul, hogy a J-nek és a Q-nak is van descent része.

## Származtatott fogalmak
Descendernek nevezzük a bázisvonallal párhuzamos, az alatt elhelyezkedő vonalat, amely alá nem bukik egyetlen betű sem.